# Comté de Kilkenny
Pour les articles homonymes, voir Kilkenny (homonymie).
Le comté de Kilkenny (en irlandais: Contae Chill Chainnigh) est une circonscription administrative de la république d’Irlande située dans le sud-est du pays dans la province du Leinster. Son nom provient de la principale ville du comté, Kilkenny.
Il est entouré par les comtés suivants : Carlow, Wexford, Waterford, Tipperary et Laois.
Sa superficie est de 2 072 km² pour 104 160 habitants en 2022.
Le comté a une très forte tradition sportive. Son équipe (les chats de Kilkenny – Kilkenny cats) est chaque année parmi les favorites pour le titre en Hurling.

## Historique
Le comté de Kilkenny correspond au centre de l'ancien royaume d'Ossory ou d'Osraige (en), fondé au IIe siècle et qui garda son indépendance jusqu'à la conquête anglo-normande de 1185.

## Les villes du comté
- Ballyhale, Ballyragget, Bennettsbridge
- Castlecomer, Callan
- Freshford
- Gowran, Graiguenamanagh
- Inistioge
- Jenkinstown
- Kilkenny, Knocktopher
- Mullinavat
- Paulstown
- Redhouse
- Thomastown
- Slieverue
- Urlingford
- Windgap

### Comtés limitrophes
| Tipperary | Laois             | Laois   |
| Tipperary | comté de Kilkenny | Carlow  |
| Waterford | Waterford         | Wexford |